# Pfarrwerfen
Pfarrwerfen is een gemeente in de Oostenrijkse deelstaat Salzburger Land, en maakt deel uit van het district Sankt Johann im Pongau.
Pfarrwerfen telt 2147 inwoners.

## Trivia
In 1973 was het dorp de locatie waar de Tiroler seksfilm Auf der Alm da gibt's kao Suend opgenomen werd.

## Galerie

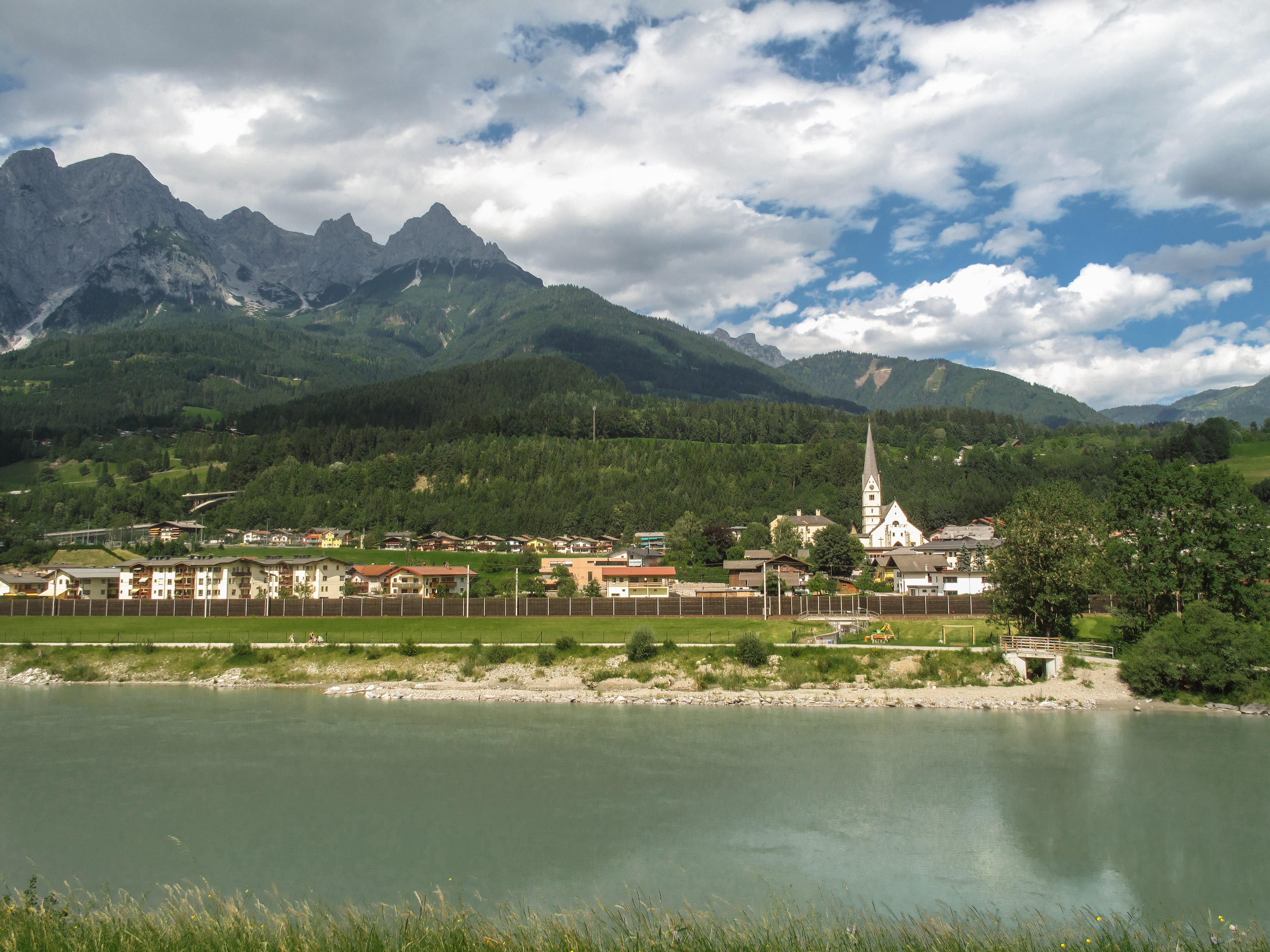
Pfarrwerfen, dorpsgezicht
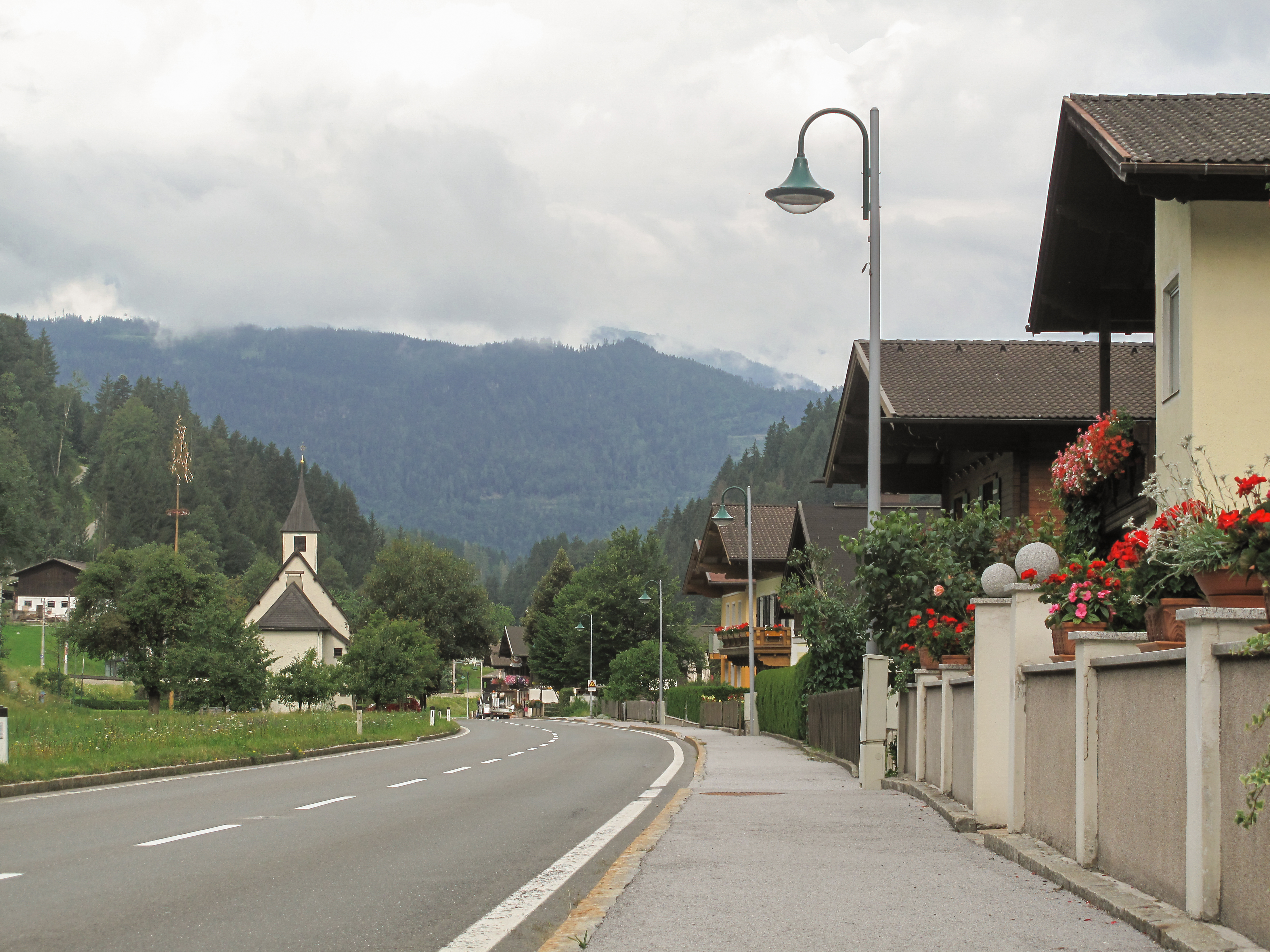
Pöham, kerk in straatgezicht

Altenmarkt im Pongau ·
Bad Gastein ·
Bad Hofgastein ·
Bischofshofen ·
Dorfgastein ·
Eben im Pongau ·
Filzmoos ·
Flachau ·
Forstau ·
Goldegg im Pongau ·
Großarl ·
Hüttau ·
Hüttschlag ·
Kleinarl ·
Mühlbach am Hochkönig ·
Pfarrwerfen ·
Radstadt ·
St. Johann im Pongau ·
St. Martin am Tennengebirge ·
St. Veit im Pongau ·
Schwarzach im Pongau ·
Untertauern ·
Wagrain ·
Werfen ·
Werfenweng
- Gemeinsame Normdatei: 4527080-6
- Virtual International Authority File: 238767361